# El León
El León är en ort i Mexiko.   Den ligger i kommunen Zentla och delstaten Veracruz, i den sydöstra delen av landet, 250 km öster om huvudstaden Mexico City. El León ligger 729 meter över havet och antalet invånare är 226.
Terrängen runt El León är varierad, och sluttar österut. Runt El León är det ganska tätbefolkat, med 90 invånare per kvadratkilometer. Närmaste större samhälle är Huatusco de Chicuellar, 19,7 km nordväst om El León. I omgivningarna runt El León växer huvudsakligen savannskog.